# Košťálov (stacja kolejowa)
Košťálov – stacja kolejowy w miejscowości Košťálov, w kraju libereckim, w Czechach. Znajduje się na wysokości 385 m n.p.m..
Jest zarządzana przez Správę železnic. Na stacji nie ma możliwości zakupu biletów, a obsługa podróżnych odbywa się w pociągu.

## Linie kolejowe
- 030 Pardubice – Jaroměř – Liberec